# Hubert Van Innis
Hubert Van Innis, född 24 februari 1866, död 25 november 1961, var en belgisk bågskytt. 
Van Innis deltog vid olympiska sommarspelen 1900 i Paris och två guld samt ett silver. Vid olympiska sommarspelen 1920 i Antwerpen tog han fyra guld och två silver.